# Trachysphaera schmidti
Trachysphaera schmidti (Syn. Trachysphaera noduligera) ist eine Art der zu den Doppelfüßern gehörenden Saftkugler und im östlichen Alpenraum verbreitet.

## Merkmale
Die Körperlänge beträgt 3–5 mm. Die Art ist hell gefärbt und ähnelt anderen Trachysphaera-Arten. Eine Unterscheidung der ostalpinen Trachysphaera-Arten gilt als extrem schwierig. Besonders von Trachysphaera gibbula lässt sich T. schmidti weder chorologisch noch ökologisch unterscheiden.

## Verbreitung und Lebensraum
Die Art ist vor allem in den Nordostalpen verbreitet. Hier lebt sie überwiegend in Österreich, vor allem in der Steiermark, aber auch in den Bundesländern Kärnten, Burgenland, Salzburg, Oberösterreich, Niederösterreich und Tirol. In den Nordostalpen und Kärnten gibt es dabei ein geschlossenes Teilareal, die anderen Fundorte liegen isoliert von diesen. Das Teilareal zieht sich westlich etwa bis ins Salzkammergut. In Deutschland ist die Art bisher nur aus dem Hofgarten der Burg Trausnitz bei Landshut bekannt und gilt als extrem selten (R). Auch in Kroatien ist die Art zu finden.
Es handelt sich um eine bodenbewohnende Art, die häufig in der Laubstreu zu finden ist.

## Lebensweise
Die Art ist manchmal ein Wirt für phoretische Milben wie beispielsweise Caloglyphus geotruporum oder Rhizoglyphus echinopus.

## Taxonomie
Es existieren mehrere Synonyme der Art. Neben der Schreibweise Trachysphaera schmidtii zählen dazu: Gervaisia illyrica Verhoeff, 1908, Gervaisia noduligera (Verhoeff, 1906), Trachysphaera illyrica (Verhoeff, 1908) und Trachysphaera noduligera (Verhoeff, 1906). Vor allem letzterer Name ist häufig in der Literatur zu finden.